# Acisclo Fernández Vallín
Acisclo Fernández-Vallín Bustillo (Gijón, 17 de noviembre de 1825-Madrid, 25 de mayo de 1896) fue un científico y catedrático español.

## Biografía
Era hijo de Alonso Fernández Vallín, profesor del Real Instituto Asturiano, y María Suárez Bustillo. Estudio Cálculo y Náutica en el Real Instituto Asturiano, pasando luego a la Universidad de Oviedo, donde se doctoró en Ciencias. Fue, de 1847 a 1850, catedrático del Instituto de Segunda Enseñanza de Valladolid, de donde pasó, desempeñando la misma cátedra, al Instituto Cardenal Cisneros, en Madrid, del que fue director durante muchos años. Casado con Laureana González Soubrié, de cuyo matrimonio no tuvo descendencia. 
Perteneció a las Reales Academias de la Historia y de Ciencias Exactas, Físicas y Naturales. Fue consejero de Instrucción Pública y formó parte de la Junta Superior de Enseñanza y de la de Estadística. Tuvo una actuación de gran resonancia internacional al salir en defensa de las realidades españolas, refutando los errores que en materia de enseñanza contenía el gran mapa mural de M. Manier, en la Exposición Universal de París de 1867.
Fue presidente del Centro Asturiano de Madrid. A sus gestiones en el Consejo Superior de Instrucción se debe la creación y dotación de muchas escuelas del país, como la de Artes y Oficios de Gijón, entonces aneja al Instituto. Contribuyó a que se le erigiese una estatua a Jovellanos en Gijón. A su muerte dejó un legado para la fundación y sostenimiento de un asilo - colegio para niñas huérfanas denominado Santa Laureana, en Somió, en las cercanías de Gijón.
Publicó, entre otras obras, un libro titulado La Educación popular en España, del que se hicieron ediciones en varias lenguas, así como numerosos títulos destinados a la enseñanza de las matemáticas. Como historiador, escribió la obra Cultura científica en España en el siglo XVI. Su Geografía, Matemática o Elementos de Cosmografía fue durante muchos años libro de texto en escuelas especiales civiles y militares.